# Nhiếp Nhĩ
Nhiếp Nhĩ (1912 - 1935), vốn tên là Nhiếp Thủ Tín, tự Tử Nghĩa, cũng còn được viết là Tử Nghệ, là một nhạc sĩ người Trung Quốc, là người đã soạn nhạc cho bài Quốc ca nước Cộng hòa Nhân dân Trung Hoa. Tên của ông còn có cách đọc khác là Niếp Nhĩ.

## Tiểu sử
Ông sinh ngày 14 tháng 2 năm 1912 tại Côn Minh tỉnh Vân Nam trong một gia đình đông y nghèo. Năm 1918 vào học trường tiểu học trực thuộc Trường Sư phạm Côn Minh, lúc học ở trường thành tích xuất sắc, lại thích âm nhạc, ngoài giờ học theo các nghệ sĩ âm nhạc dân gian học thổi sáo, kéo nhị, am hiểu âm nhạc truyền thống. Năm 1925 thi vào Trường Trung học Liên hợp Số 1 Vân Nam. Lúc này Nhiệp Nhĩ đã bắt đầu chịu ảnh hưởng của sách báo tiến bộ và bài ca cách mạng như "Quốc tế ca". Năm 1927 thi vào Trường Sư phạm Số 1 Vân Nam, cùng bạn tổ chức nhóm âm nhạc mang tên "Cửu Cửu Âm nhạc xã", thường xuyên tham gia hoạt động biểu diễn âm nhạc, hý kịch trong và ngoài trường, đồng thời bắt đầu học vĩ cầm và dương cầm.
Tháng 11 năm 1930, Nhiếp Nhĩ tham gia "Đồng minh chống đế quốc" tại Thượng Hải. Tháng 3 năm 1931 kéo vĩ cầm trong nhóm nhạc "Minh Nguyệt Ca kịch xã", còn tự học dương cầm, hoà âm học, cách soạn nhạc. Tháng 4 năm 1932, ông quen biết nhà viết kịch kiêm nhà thơ cánh tả Điền Hán, đã có mối liên hệ với giới văn nghệ cánh tả. Tình bạn và hợp tác với Điền Hán đã ảnh hưởng sâu sắc thành tựu nghệ thuật của Nhiếp Nhĩ. Tháng 8 năm 1932 ông đi Bắc Bình (nay là Bắc Kinh), tích cực tham gia hoạt động biểu diễn và tổ chức xây dựng Liên minh nhà hý kịch cánh tả và Liên minh Nhạc sĩ Cánh tả, đồng thời theo thầy người nước ngoài tên là Tô-nốp tiếp tục học kéo vĩ cầm. Tháng 11 trở lại Thượng Hải.
Nhiếp Nhĩ về Thượng Hải không bao lâu thì đi làm tại Công ty Điện ảnh Liên Hoa (联华影业公司). Ông tham gia các công việc âm nhạc, hý kịch, điện ảnh của cánh tả, cũng như các hoạt động sáng tác và bình luận. Đồng thời còn tham gia nhóm âm nhạc "Liên Tô chi Hữu xã", khởi xướng tổ chức "Hội Nghiên cứu Âm nhạc mới Trung Quốc", sau đó lại tham gia nhóm âm nhạc Liên minh Nhà hý kịch Cánh tả Trung Quốc.
Năm 1933 Nhiếp Nhĩ bắt đầu nở rộ trong sáng tác, đã sáng tác các bài hát "Bài ca khai quặng" (开矿歌), "Bài ca bán báo" (卖报歌), mang lại điều mới mẻ cho mọi người. Tháng 4 năm 1934, Nhiếp Nhĩ đến Công ty đĩa hát Bách Đại, cùng Nhiệm Quang cùng chủ trì ban âm nhạc, đã tổ chức ghi một số đĩa hát bài hát tiến bộ. Năm này là "năm âm nhạc" của ông, các bài hát "Bài ca con đường lớn" (大路歌), "Tiên phong mở đường" (开路先锋), "Bài ca tốt nghiệp" (毕业歌), "Phụ nữ mới" (新女性), "Bài ca công nhân bến cảng" (码头工人歌), "Bài ca tiến lên" (前进歌), ca kịch "Bão táp trên sông Dương Tử" (扬子江暴风雨) cũng như các tác phẩm khí nhạc dân tộc "Rắn vàng múa rộn" (金蛇狂舞), "Thúy hồ xuân hiểu" (翠湖春晓)... đều hoàn thành trong năm này. Năm 1935, ông đã sáng tác các bài "Khúc hát Mai Nương" (梅娘曲), "Bài ca thăm hỏi", "Thôn nữ vùng biên phía bắc" (塞外村女), "Bài ca tự vệ", "Giọng ca nữ dưới đường sắt" (铁蹄下的歌女) cùng bài "Nghĩa dũng quân tiến hành khúc" (义勇军进行曲) sau này được định là Quốc ca Cộng hòa Nhân dân Trung Hoa.
Ngày 18 tháng 4 năm 1935, Nhiếp Nhĩ đến Tokyo. Tại Nhật Bản, ông đã khảo sát tình hình âm nhạc, hý kịch, điện ảnh Nhật Bản, giới thiệu với giới văn nghệ Nhật Bản diễn biến mới của âm nhạc Trung Quốc, đồng thời học ngoại ngữ và âm nhạc. Ngày 17 tháng 7 năm 1935, Nhiếp Nhĩ không may bị chết đuối khi bơi ở thành phố Fujisawa, tỉnh Kanagawa. Năm đó, ông mới 23 tuổi.

## Sự nghiệp sáng tác
Toàn bộ các tác phẩm âm nhạc của Nhiếp Nhĩ đều được sáng tác trong khoảng thời gian chưa tới hai năm trước khi ông mất. Tổng công, ông đã sáng tác 37 ca khúc trong đó có 22 bài hát cho 8 bộ phim, ba vở kịch nói, một vở ca kịch, và 4 bài hợp tấu khí nhạc dân tộc, 2 bài harmonica.